# Frutal (ort)
Frutal är en ort i Brasilien.   Den ligger i kommunen Frutal och delstaten Minas Gerais, i den sydöstra delen av landet, 500 km söder om huvudstaden Brasília. Frutal ligger 511 meter över havet och antalet invånare är 40 931.
Terrängen runt Frutal är platt.
Omgivningarna runt Frutal är en mosaik av jordbruksmark och naturlig växtlighet. Runt Frutal är det ganska glesbefolkat, med 26 invånare per kvadratkilometer.